# Wiseman
Wisemant a Wisdom heavy/power metal zenekar választotta kabalafigurájának, lemezeik borítóján, illetve dalszövegeikben nyomon követve az öreg bölcs életét. Külső stílusjegyei az együttes és Havancsák Gyula grafikus közös munkájának eredménye. Jellegzetességei a hosszú ősz haj és szakáll, a vöröses szem és egy acél szájzár, ami gátolja abban, hogy meg tudjon szólalni. Legfontosabb eszköze a legnagyobb bölcs mondásokat tartalmazó könyv, a Words Of Wisdom.

## Wiseman története
Wiseman történetét a zenekar első EP-jének megjelenésétől ismerjük, egészen az utoljára megjelent albumig. Minden egyes lemez Wiseman életének egy újabb epizódjába enged betekintést. A sztori ugyan kitalált, de könnyen párhuzamba lehet állítani a jelen kor történéseivel.

### Wisdom EP

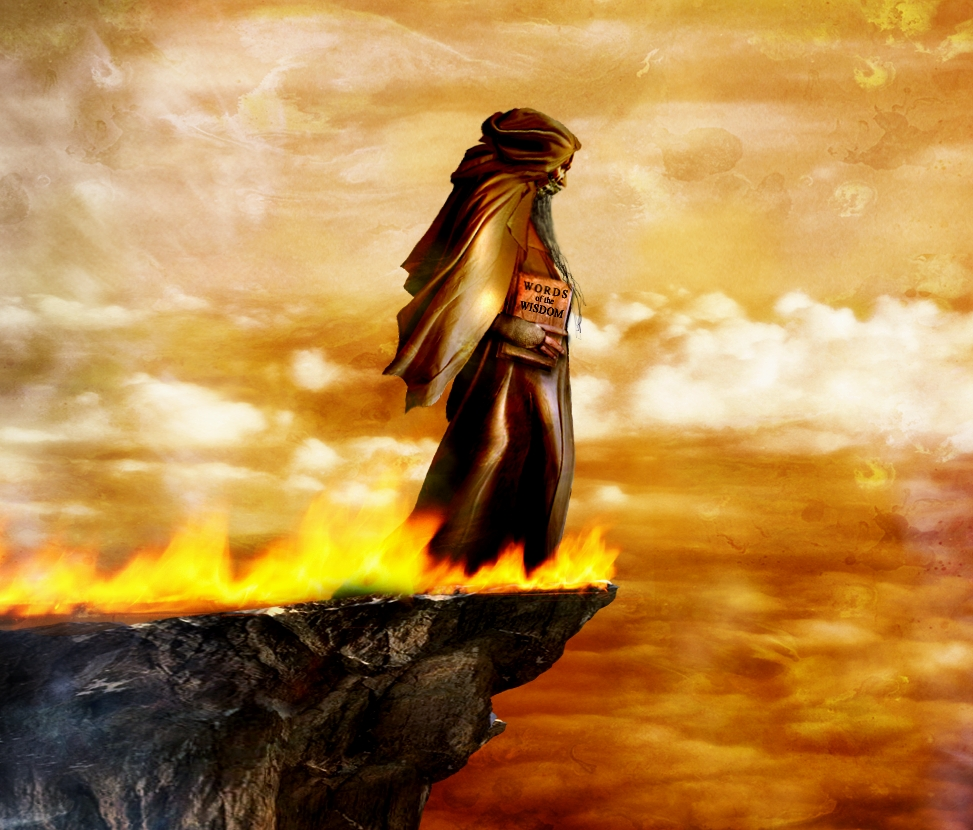
Wiseman, miután kiszabadult a vár tömlöcéből

Wiseman először 2004-ben, az első Wisdom kiadvány borítóján szerepelt, láncra verve egy tűzben égő vár tömlöcében. Száját egy rácsos szerkezet takarta, szeme vörösen izzott. Extrém hosszú ősz haja, és ősz szakálla volt. Utóbbit az akkori gitáros, Galambos Zsolt copfba fogott hajáról készült fénykép alapján rajzolta meg a grafikus.
A Wisdom EP multimédiás extráiban megismerhetjük a Wiseman-történet előzményeit, egészen a borítón szereplő helyzet kialakulásáig. Eszerint a békét és nyugalmat gonosz erők zúzták porrá, akik a hatalmat úgy akarták megtartani, hogy a tudás és a fejlődés lehetőségét megvonták az emberektől, hogy azok ne gondolkozzanak, csak vakon teljesítsék a parancsaikat. A könyveket (mint ahogy a való életben is egyes korokban) elégették, a tanítókat, tudósokat megkínozták és elpusztították. Wiseman, akire azért ragadt ez a név, mert a valódi nevét senki sem ismerte, talán már az utolsó élő tudós volt. Szájára sötét mágiával egy vasrácsot rögzítettek, hogy többé ne hirdethesse a régi idők értékeit.
Végül egy nem tisztázott isteni csoda folytán Wiseman kiszabadult láncaiból és vele együtt megmenekült a szakadt ruhája alá rejtett könyve is, a Words Of Wisdom. Ez a könyv tartalmazta a kor összes tanítását, bölcsességét, tehát minden tudást, amit az emberiség addig felhalmozott. 
A Wisdom EP-n, mint ahogy később az összes megjelent lemezen, minden egyes dalhoz tartozik egy rövid idézetet egy-egy híres gondolkodó, tudós, író vagy politikus tollából, mely összefoglalja az adott dal mondanivalóját. Ezek az idézetek akár Wiseman könyvéből valók is lehetnének.

### Words Of Wisdom
A zenekar első nagylemeze stílusosan a Words Of Wisdom címet kapta. Folytatódott Wiseman története azzal, hogy egy titkos erdő mélyére menekült, és egy barlangban talált biztos menedéket. Csak azok lelhettek itt rá, akik igaz hittel szomjaztak a tudásra. Hamarosan Wiseman köré szép számmal sereglettek az arra hivatottak, ő pedig a könyve segítségével tanítani kezdte az egybegyűlteket. Meglepő lehet, hogy Wiseman a szájzár miatt nem tudott beszélni, mégis tanította őket. Erre a lemezhez tartozó bölcsesség adta meg a választ:
"A bölcs akarat nélkül cselekszik. Szavak nélkül tanít.

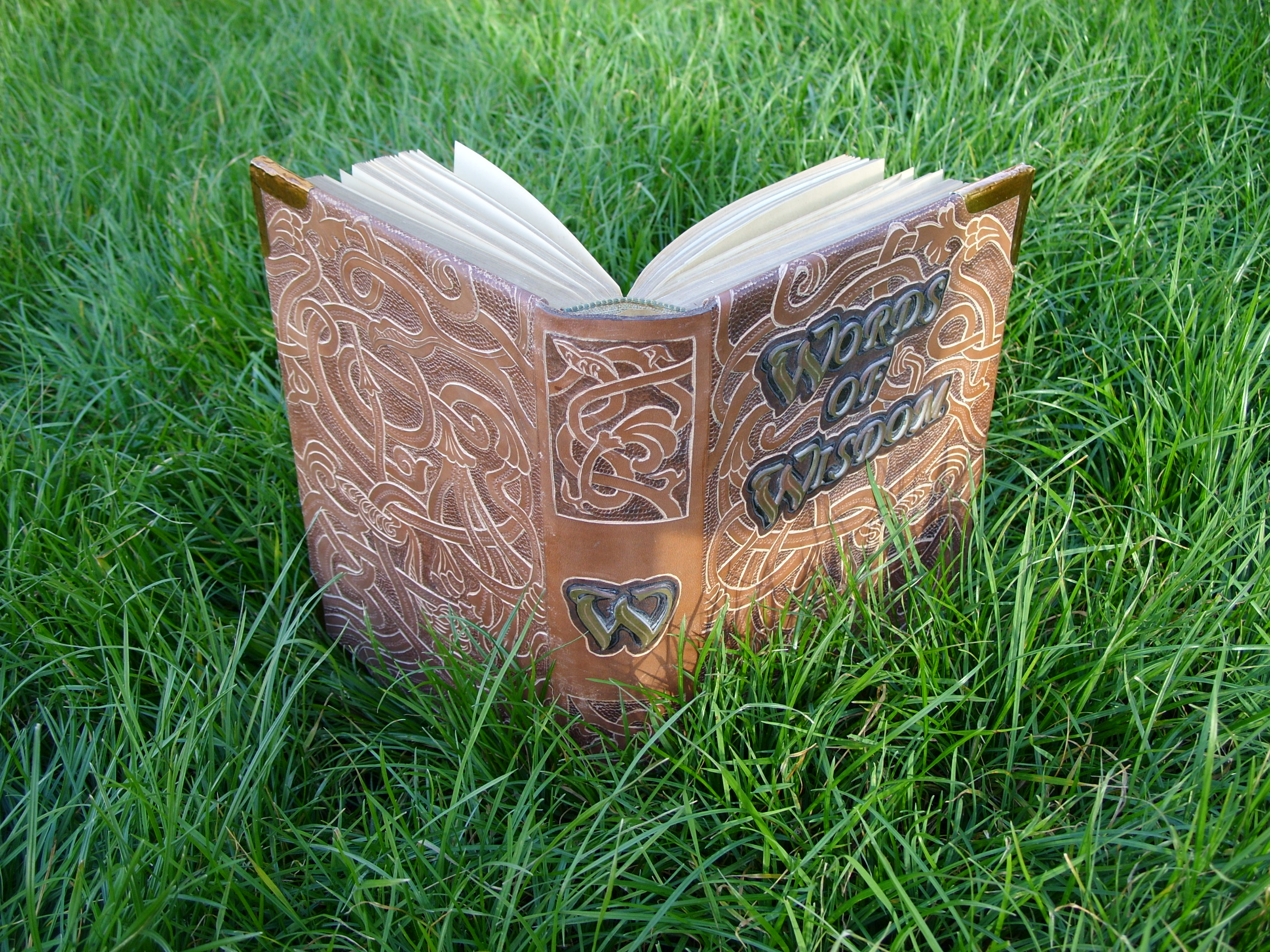
Words Of Wisdom - A legnagyobb bölcsességeket tartalmazó könyv

Minden dolog hatását fölveszi magába.
Létrehoz, de nem birtokol.
Teremt, de kiengedi kezéből, amit teremtett.
Művét beteljesíti, de nincs belőle haszna. Így hát semmije sincs,

Ezért nem is veszíthet semmit sem."
A lemezborítón Wiseman tanítványai közt fel lehet ismerni a zenekar tagjait.
Ezen a lemezen 3 dal szövege foglalkozik Wiseman történetével:
- Reduced To Silence
- Wiseman Said
- Words Of Wisdom

A lemezbemutató koncerten (Keep Wiseman Alive II.) Wiseman már a színpadon is megjelent. Maszkját és ruháját Miókovics Mátyás maszkmester készítette.
Nem sokkal később Wiseman szerepet kapott a budapesti Kiscelli Múzeumban forgatott Wisdom című videóklipben is. A klipben többször is látható könyve, a Words Of Wisdom, melyet Szemők Kriszta készített.

### At The Gates

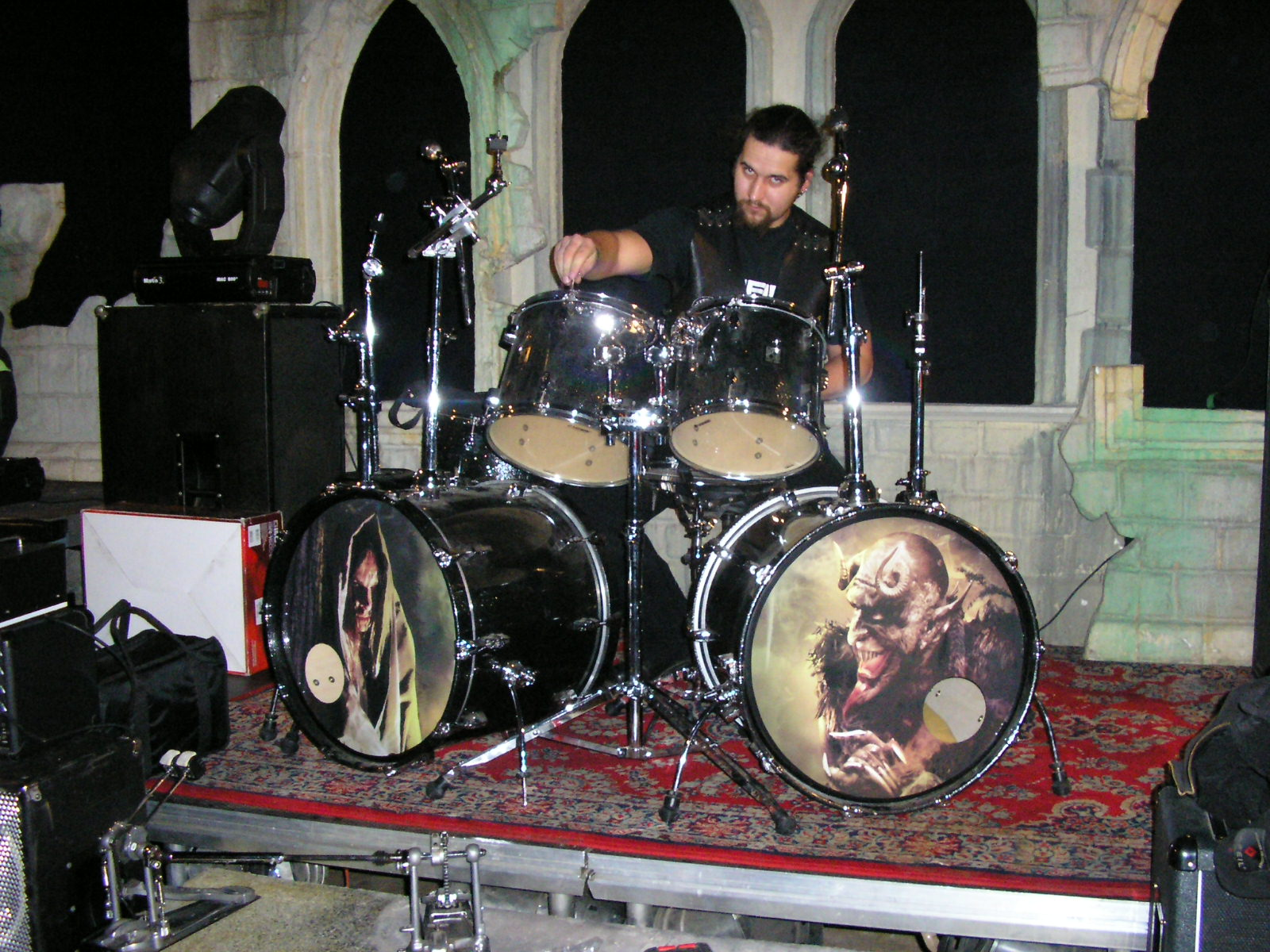
Az áruló és az Ördög az At The Gates bemutatóján

A 2007-ben megjelent At The Gates kislemez borítóján szereplő férfit, aki Wiseman egyik hű tanítványa volt, hamis ígéretekkel megkísérti az ördög, és alkut kötnek. A tanítványnak a mennyország és a pokol kapui előtt kellett döntenie, de emberi gyarlósága erősebbnek bizonyult igaz hiténél.
Ez az egyetlen Wisdom lemezborító, melyet nem Havancsák Gyula készített, hanem Sallai Péter munkája.
Ezen a lemezen 1 dal szövege foglalkozik Wiseman történetével:
- At The Gates

### Judas

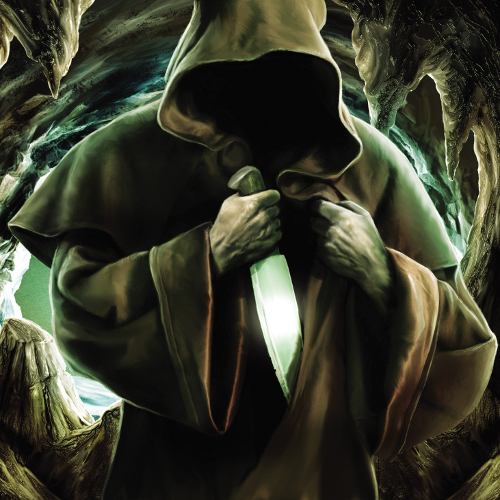
"Judas a liar a king for a day..."

A 2011-es Judas albumon derül ki, hogy az ördöggel való megalkuvás Wiseman elárulását jelentette, azaz hogy Judasnak el kell pusztítania mesterét. A borítón azt a pillanatot láthatjuk, amikor az áruló egy késsel a kezében éppen véghez kívánja vinni gonosz tettét.
Ezen a lemezen 2 dal szövege foglalkozik Wiseman történetével:
- At The Gates (újra felvett)
- Judas (vendégénekes, Judas szerepében: Mats Levén)[11]

### Marching For Liberty

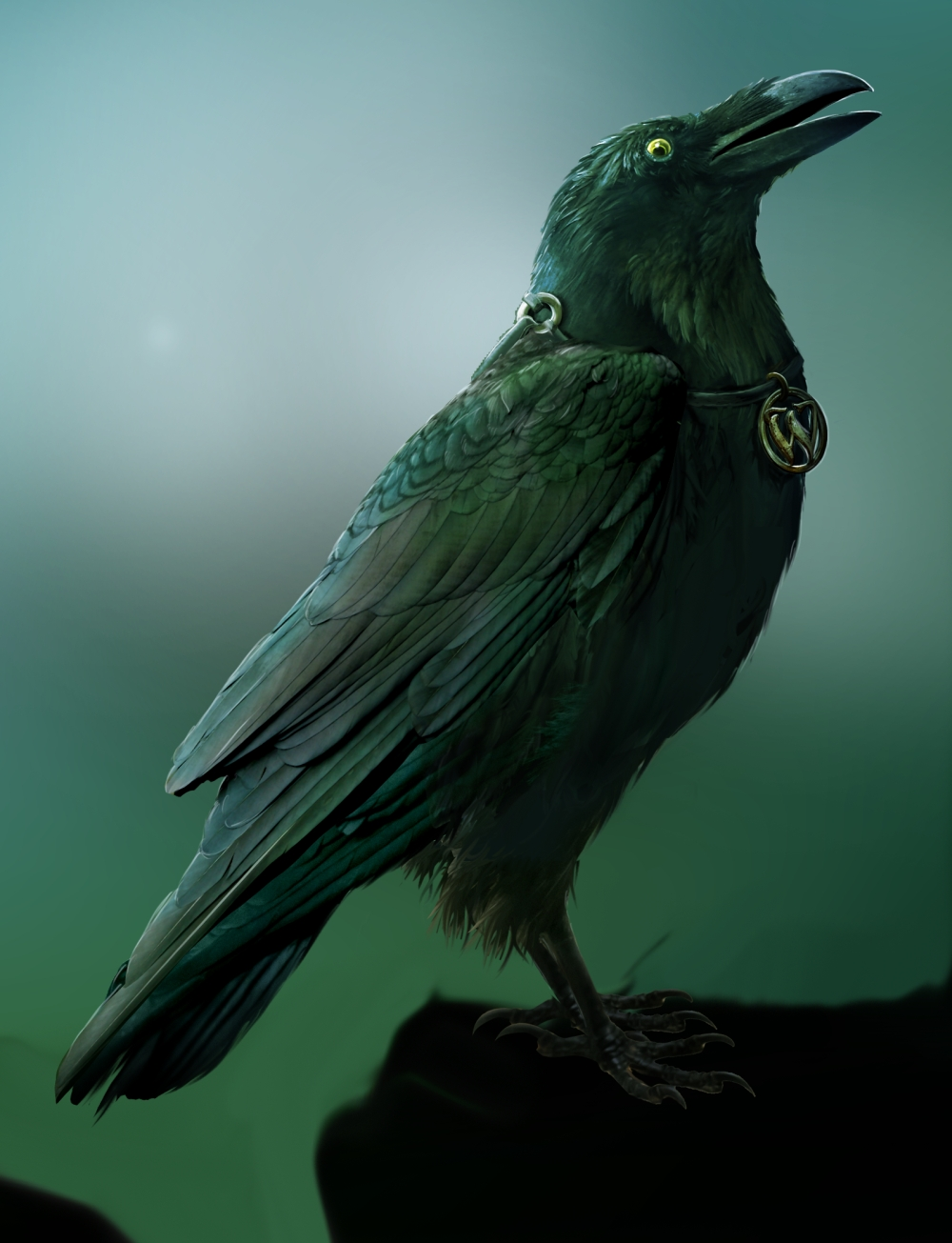
A titokzatos holló, Wisdom medállal a nyakában

A 2013-ban megjelent Marching For Liberty lemez oldotta meg a kialakult helyzetet. Wiseman tudta, hogy milyen az emberi természet, így nem érte váratlanul az árulás. Bölcs tekintete rádöbbentette Judast tettének súlyosságára és értelmetlenségére, ezzel ismét a maga oldalára állítva őt. Hamarosan aztán elérkezett a nap, amikor Wiseman úgy érezte, hogy több tudást már nem tud átadni tanítványainak, így élükön elindult a gonosz hatalom megdöntésére. A birodalom felé vezető hosszú útjuk során egy holló szállt Wiseman karjára, nyakában egy Wisdom medállal. A lemez borítóján ez a pillanat látható.
Ezen kívül több helyen is megjelent ez a titokzatos madár; szerepelt a Take Me To Neverland klipben, károgását lehetett hallani a Marching For Liberty dalban, és a lemezbemutató koncerten a színpadi díszlet részét képezte.
Ezen a lemezen 2 dal szövege foglalkozik Wiseman történetével:
- The Martyr
- Marching For Liberty (vendégénekes, a mesélő szerepében: Fabio Lione)[14]

Wiseman hosszú kihagyás után a lemezbemutató koncerten (Keep Wiseman Alive VII.) ismét színpadra lépett.

### Rise Of The Wise

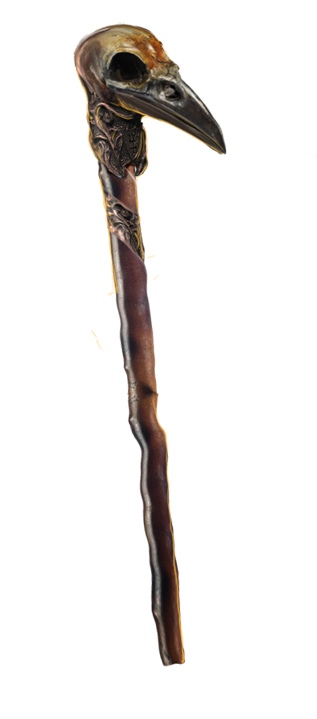
Wiseman mágikus botja

A 2016-ban jelent meg a negyedik Wisdom album, Rise Of The Wise címmel. Wiseman a titokzatos holló segítségével tudta felvenni a kapcsolatot a gonosz birodalom falain belül élő ellenállókkal, így nem csak a tanítványira számíthatott. Ahogy közeledtek a város felé, már messziről látták a védőbástyákra függesztett vérvörös zászlókat, melyeken az elnyomó hatalom jelképe, az oroszlánfej szerepelt. Amikor elérték a birodalom falait, néma csendben vártak a megfelelő pillanatra. Az éj leple alatt, mikor mindenki készen állt, a hollók megadták a jelet, és mágikus botjának segítségével Wiseman betörte a kaput. Ez a pillanat látható a lemez borítóján is.
- Ravens' Night
- Rise Of The Wise (vendégénekes, az ellenállók hangjaként: Joakim Brodén)[16]

## Wiseman megjelenései
- Lemezborítókon: Wisdom EP, Words of Wisdom, At The Gates, Judas, Marching For Liberty.
- Klipekben: Strain Of Madness, Wisdom.
- Színpadon: 2006-ban, a Words Of Wisdom és 2013-ban, a Marching For Liberty lemezt bemutató, Keep Wiseman Alive koncerteken.[7]
- Színpadi kellékeken: háttérvászon, lábdobbőrök.[17]
- Zenekarral kapcsolatos terméken: pólók, pulóverek, kitűzők stb.

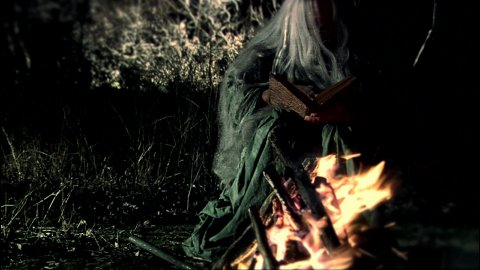
"Wisdom" című klipben
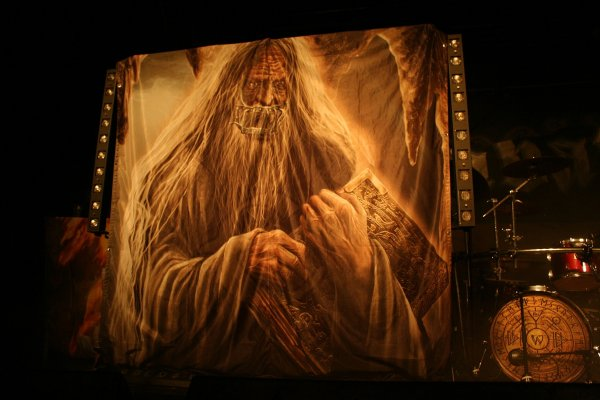
Háttérvásznon
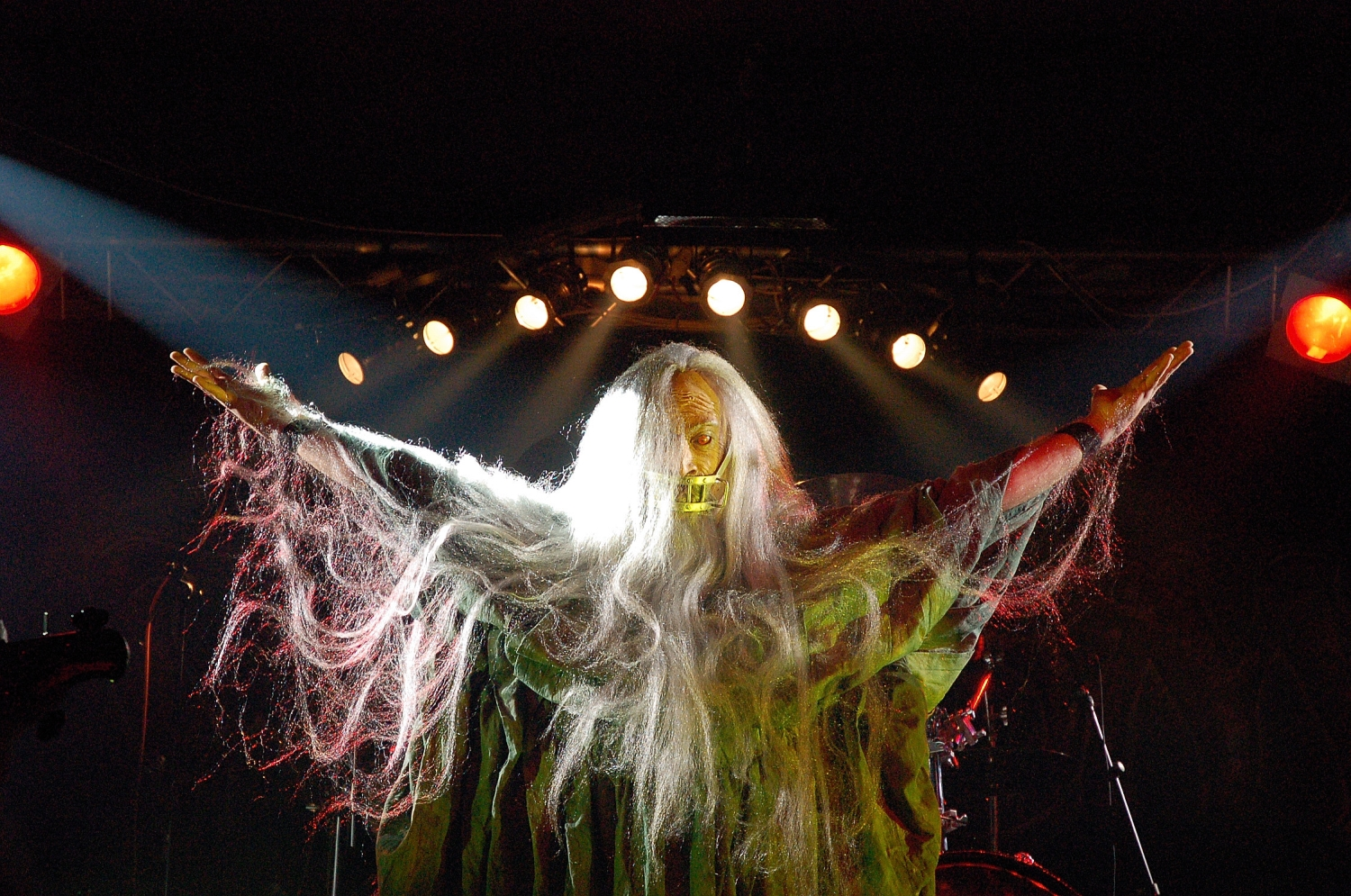
Színpadon 2006-ban
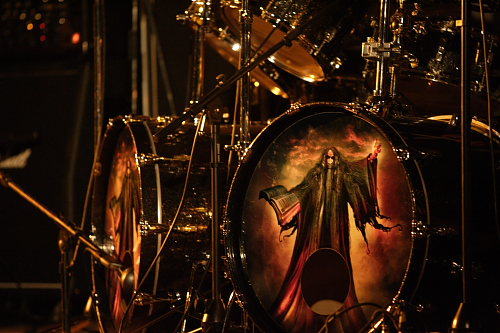
Lábdobbőrön
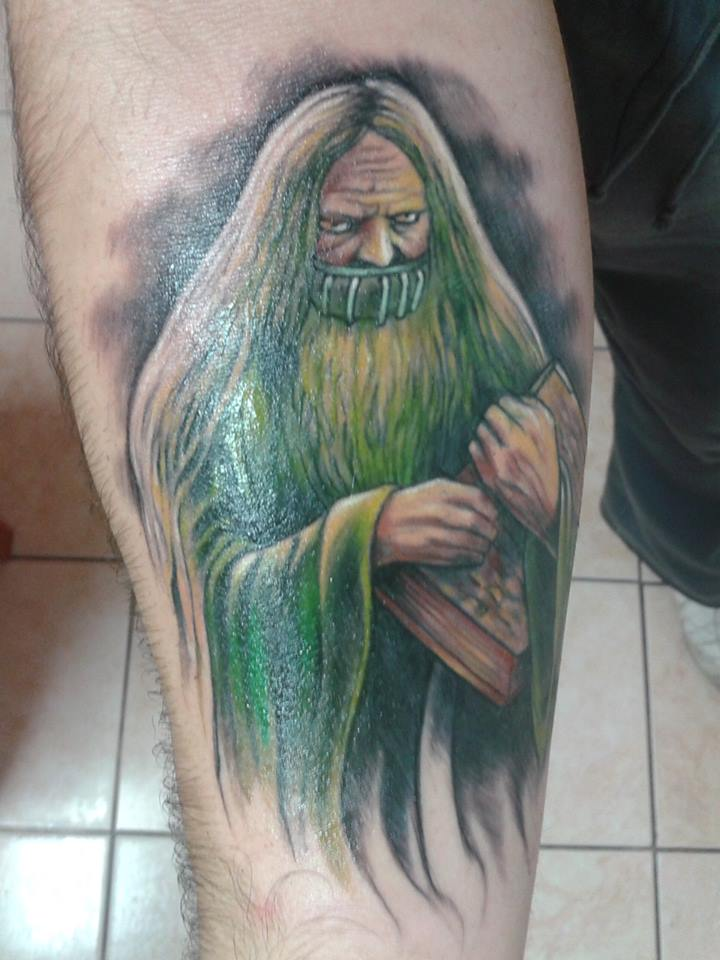
Tetováláson
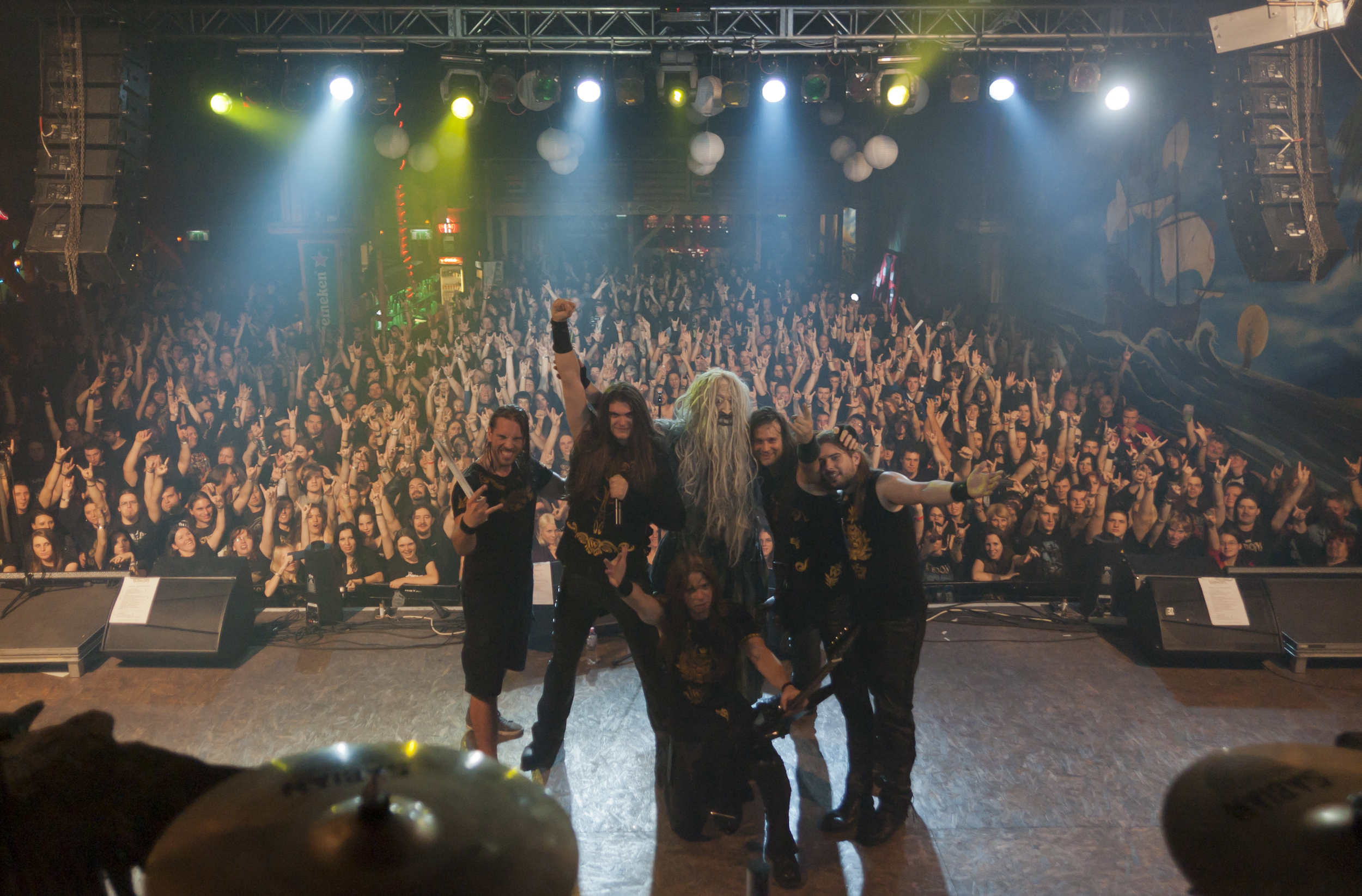
Színpadon 2013-ban